# Elektronički časopis
Prvi e-časopisi pojavili su se još sedamdesetih godina 20. stoljeća, ali zbog nedostupnosti većem broju korisnika nisu doživjeli širu primjenu.
U posljednjih desetak godina sve veći broj časopisa prelazi iz papirnatog u elektronički format.
Pod pojmom elektronički časopis podrazumijevaju se svi časopisi koji su dostupni u elektroničkom obliku, danas se uglavnom podrazumijeva da su dostupni preko World Wide Web-a.
Oni su posebna vrsta elektroničkog dokumenta koji imaju svrhu omogućavanja materijala za akademska istraživanja i proučavanja, oblikovani su približno jednako tiskanim časopisima, meta podaci upisani su u specijaliziranoj bazu podataka i najčešće su dostupni 
preko akademskih i specijaliziranih knjižnica.
Elektronički časopis organiziran je kao baza podataka, tj. svaki članak koji se nalazi u časopisu opisan je setom podatka (autor, naziv časopisa, ISSN broj, stranica, ustanova autora itd.), što olakšava njihovo pretraživanje i listanje.
Većina časopisa je zapisana i objavljena u HTML (Hyper Text Markup Language, tj. jezik za označavanja hiper teksta koji se upotrebljava za izradu WEB sadržaja) i/ili PDF (Portable Document Format) formatu, ali neki od njih dostupni su u samo jednom od ta dva formata.
E-časopisi čitaju se pomoću pretraživača (eng. browser) koji su istovremeno i internetski pretraživači (Netscape, Internet Explorer, Opera, Mozilla Firefox i ostali), a za časopise koji se nalaze u PDF fomatu potreban je još i Adobe Acrobat Reader ili neki drugi čitač. Oni sa svojim brojnim ugrađenim opcijama i alatima predstavljaju dopunsku pomoć u pregledavanju i manipulaciji e-časopisima.

## Oblici e-časopisa
E-časopisi najčešće se pojavljuju u dva oblika, kao:
- elektroničke inačice postojećih tiskanih časopisa – najrašireniji oblik e-časopisa. Od 1997. godine sve veći broj izdavača objavljuje i nudi na tržištu elektronička izdanja svojih tiskanih izdanja. E-časopisi mogu biti istovjetni po sadržaju svojim tiskanim verzijama ili mogu sadržavati neki dodatni (online-only) materijal.
- isključivo elektroničke publikacije-časopisi „rođeni“ u elektroničkom obliku još uvijek su nedovoljno zastupljeni u odnosu na druge oblike e-časopisa. Postoji samo nekoliko stotina naslova, a broj relevantnih naslova među njima je mnogo manji.

## Pristup elektroničkim časopisima
Najveći broj komercijalnih stranica zasnivaju se na pretplati ili dozvoljavaju plaćanje za svaki članak koji se pregledava (eng. pay per view). Mnoga sveučilišta pretplaćena su na elektroničke časopise kako bi svom osoblju i studentima omogućila pristup, a moguće su i individualne pretplate. U novije vrijeme postoji rastući broj časopisa koji dozvoljavaju otvoren pristup, bez pretplate.
Načini pristupanja e-časopisima
- preko www-stranica samih časopisa ili izdavača;
- preko baza elektroničkih časopisa koje održavaju izdavači (npr. ScienceDirect,[1] Springer  Arhivirana inačica izvorne stranice od 28. travnja 2016. (Wayback Machine), Wiley Interscience...)
- preko baza koje održavaju knjižnice (npr. EJOL  Arhivirana inačica izvorne stranice od 7. lipnja 2007. (Wayback Machine))
- preko WebPAC-a  Arhivirana inačica izvorne stranice od 8. lipnja 2007. (Wayback Machine) (javno dostupnih web kataloga) pojedinih knjižnica (npr.NSK)
- preko kataloga / popisa tekuće periodike pojedinačnih knjižnica

Ako je pristup cjelovitim tekstovima elektroničkih časopisa ograničen, to može biti regulirano na dva načina:
- Pomoću korisničkog imena (eng. login) i zaporke (eng. password) - svakoj instituciji s pravom pristupa dodjeljuju se korisničko ime i zaporka, koje korisnici moraju upisati prije pristupanja e-časopisima.
- Pomoću IP adresa - računalo-poslužitelj na kojem se nalaze e-časopisi prepoznaje IP adrese računala koja se nalaze unutar institucije koja ima pravo pristupa.

## Prednosti i nedostaci
Prednosti
- lakši pristup i pretraživanje, čitatelj brzo i jednostavno dolazi do rada koji ga zanima
- može uključivati žive “linkove” na bibliografije ili baze podataka te se čitateljima omogućava da brzo i jednostavno dođu do dodatnih informacija vezanih uz rad koji upravo čitaju
- brže cirkuliranje ideja i spoznaja
- širenje dijaloga na daleko veći krug ljudi
- brza komunikacija s čitateljima i autorima
- autor lako dolazi do svih informacija potrebnih za pripremu rada za objavljivanje u odabranom časopisu
- odgovarajućim aplikacijama moguće je: pratiti posjećenost časopisa, čitanost pojedinih radova, saznati koju vrstu radova čitatelji preferiraju, itd.
- dostupnost povratnih informacija na temelju kojih se može donositi zaključke koji će podignuti kvalitetu časopisa i povećati broj čitatelja
- mnogo manji troškovi (za čitatelje niže cijene pretplate ili besplatan pristup, a za uredništvo manji trošak tiskanja i distribucije)
- mogućnost upotpunjavanja tekstova slikom, zvukom, video zapisima itd.
- dijelove ili cijele tekstove moguće je preuzeti i snimiti na svoje računalo tako da im se može kasnije pristupiti bez da se bude on-line

Nedostaci
- upitna vjerodostojnost informacija iz časopisa koji nisu indeksirani
- za ugodno korištenje je potrebna brza internetska veza
- percepcija elektroničkog časopisa kao manje vrijednog i manje trajnog
- biranje časopisa prema dostupnosti, a ne prema kvaliteti
- nedovoljno regulirano pitanje autorskih prava

## Vanjske poveznice
1. http://nippur.irb.hr/hrv/ecasopisi-FAQ.html  Arhivirana inačica izvorne stranice od 9. lipnja 2007. (Wayback Machine)
2. http://www.carnet.hr/tematski/onlinebaze/casopisi?CARNetweb%5Bneaktivna+poveznica%5D
3. Vodanović M., Brkić H: Tiskani i elektronski časopisi konkurencija ili nadopuna http://www.carnet.hr/CUC/prezentacije/g1_vodanovic.pdf%5Bneaktivna+poveznica%5D.
4. http://en.wikipedia.org/wiki/Electronic_journal
5. http://en.wikipedia.org/wiki/Electronic_document
6. Simić M., Milovanović V., Pašović F., Kotorac D.: Elektronske publikacije.Seminarski rad. Fakultet organizacionih nauka. Beograd,2006. http://www.sdcafe.co.yu/download.php?id=1630  Arhivirana inačica izvorne stranice od 27. rujna 2007. (Wayback Machine)
7. Biserka Cvjetičanin: Kulturna i umjetnička kronika i kritika u novinama (06.04.2006) http://www.zarez.hr/177/zariste3.htm  Arhivirana inačica izvorne stranice od 10. srpnja 2007. (Wayback Machine)